# Samara Joy
Samara Joy McLendon (ur. 11 listopada 1999 r. w Nowym Jorku) – amerykańska wokalistka jazzowa. Laureatka Grammy w 2023 roku w kategorii "Najlepszy album jazzowy" oraz "Najlepszy nowy artysta".
Wychowała się na Bronxie. Pochodzi z rodziny muzyków. Jej ojciec, Antonio McLendon, był wokalistą i basistą koncertującym z artystą gospel Andraé Crouchem, pisał także piosenki dla innych artystów. Jej dziadkowie ze strony ojca: Elder Goldwire i Ruth McLendon założyli i prowadzili filadelfijską grupę gospel The Savettes.
Podczas nauki w Fordham High School for the Arts Samara śpiewała ze szkolnym jazz bandem i zdobyła nagrodę dla najlepszej wokalistki w konkursie Essentially Ellington organizowanym przez Jazz at Lincoln Center. Później podjęła studia wokalne realizując program jazzowy w SUNY Purchase (State University of New York at Purchase). W 2019 roku zwyciężyła w konkursie wokalnym Sarah Vaughan International Jazz Vocal Competition, a w 2020 roku znalazła się w gronie stypendystów fundacji Elli Fitzgerald.

## Kariera
Pierwszą płytę nagrała jako studentka, dzięki funduszom zebranym w serwisie crowdfundingowym. Za album „Samara Joy”, który ukazał się w 2021 roku nakładem niezależnej wytwórni Whirlwind Records, otrzymała nagrodę podczas pierwszej edycji Jazz Music Awards. Na płycie towarzyszą jej gitarzysta Pasquale Grasso oraz muzycy jego trio – basista Ari Roland i perkusista Kenny Washington.
Drugi album „Linger Awhile” ukazał się we wrześniu 2022 roku nakładem wytwórni Verve Records i otrzymał nagrodę Grammy za najlepszy wokalny album jazzowy. Samara odebrała także statuetkę Grammy dla „Najlepszej Młodej Artystki". Wokalistce towarzyszą na płycie znowu Pasquale Grasso i Kenny Washington, a także Ben Paterson (fortepian) i David Wonga (kontrabas). Na płycie tej Samara Joy prezentuje nowe interpretacje swoich ulubionych utworów, m.in. „Someone to Watch Over Me” George’a Gershwina, „Round Midnight” Theloniousa Monka czy „Nostalgia (The Day I Knew)” Fatsa Navarro.

## Dyskografia
Albumy solowe
- Samara Joy (2021)
- Linger Awhile (2022)
- A joyful Holiday (2023)
- Portrait (2024)